# Los Lunnis con María Isabel
Los Lunnis con María Isabel, titulado realmente Los Lunnis con María Isabel: Grandés Éxitos y Nuevas Canciones es el quinto álbum de estudio de la cantante española María Isabel y la primera banda sonora perteneciente a Los Lunnis desde la renovación, que incluye 3 temas de María Isabel, solamente fue lanzado en España.

## Información
El álbum fue lanzado el 10 de noviembre de 2009 por Universal Music, Vale Music y Televisión Española. Logró un gran éxito este disco entre los niños, lleno de éxitos de la serie Los Lunnis y 3 temas de María Isabel.

## Grabación
Las canciones de María Isabel "Cosquillitas" y "Toc toc (shop. shop)" fueron grabadas en Sevilla en los "E.A. Estudios" (Estudios de Escuela de Artistas) en el verano del 2009. Nuevas canciones de Los Lunnis como "Vaya Fiesta" fueron grabadas también en E.A. Estudios y producidas por José Abraham. La canción "Cosquillitas" fue remezclada por segunda vez por Los Lunnis. Los éxitos de Los Lunnis fueron solamente remasterizados.

## Lista de canciones
1. Cosquillitas
2. Vaya fiesta
3. Vida sana
4. La canción de los derechos
5. Toc toc (shop. shop)
6. Good morning
7. Los Lunnis nos vamos a la cama
8. Vive la Navidad
9. Somos Lunnis
10. Despierta ya
11. Cumple cumpleaños
12. Navidad Lunnis
13. Cosquillitas (Con Los Lunnis)
14. Lunnis 2.0 (Sintonía del programa)